# Jolanta Fedak

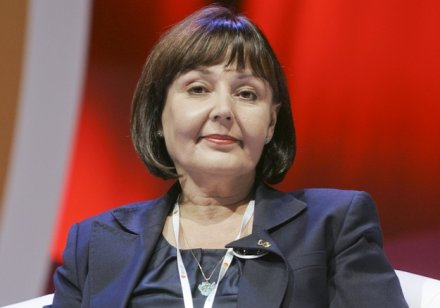
Jolanta Fedak (undatiert)

Jolanta Beata Fedak (* 21. September 1960 in Żary als Jolanta Beata Pietruńko; † 31. Dezember 2020) war eine polnische Politikerin. Von 2007 bis 2011 war sie Ministerin für Arbeits- und Sozialpolitik in der Regierung von Donald Tusk und von 2005 bis 2012 stellvertretende Vorsitzende der PSL. Sie gehörte von 2019 bis zu ihrem Tode dem Sejm in dessen IX. Wahlperiode an.

## Leben und Beruf
Jolanta Fedak studierte Politikwissenschaft an der Universität Breslau und schloss das Studium 1984 ab. Es folgten postgraduelle Studien in Administration an der Adam-Mickiewicz-Universität Posen und des Bildungsmanagements an der Universität Stettin. 2013 war sie Beraterin des Präsidenten der Zakład Ubezpieczeń Społecznych. Von 2015 bis 2017 leitete sie den Woiwodschaftsfond für Wasserwirtschaft und Umweltschutz in Zielona Góra.
Fedak starb nach einer seit mehreren Jahren bestehenden Krebserkrankung und wurde auf dem Städtischen Friedhof von Zielona Góra beigesetzt. Sie war verheiratet und hatte eine Tochter.

## Politik
Seit Anfang der 1990er Jahre war sie Mitglied der Polnische Volkspartei (PSL) und war festangestellte Mitarbeiterin der PSL in Zielona Góra. Nach der Reform der Selbstverwaltung 1999 wurde sie zur Vize-Marschallin der neu entstandenen Woiwodschaft Lebus gewählt. Bei der Parlamentswahl 2001 kandidierte sie erfolglos für die PSL. Während der Regierungszeit von Premierminister Leszek Miller war sie von November 2001 bis März 2003 Vize-Woiwodin der Woiwodschaft Lebus. 2005 bewarb sie sich vergeblich um einen Sitz im Senat der Republik Polen. 2006 war sie Bürgermeisterkandidatin der PSL in Zielona Góra und wurde nach verlorener Wahl in den Vorstand der Woiwodschaft Lebus berufen, der nach den Kommunalwahlen aus einer Koalition von PO, PiS und PSL bestand. Bei den Parlamentswahlen 2007 war sie Kandidatin der PSL in Zielona Góra für den polnischen Senat. Sie erhielt 45.719 Stimmen, wurde jedoch nicht gewählt. Am 16. November 2007 wurde sie als neue Arbeits- und Sozialministerin der Regierung Donald Tusk vereidigt. Bei den Parlamentswahlen 2011 kandidierte sie erfolglos für den Sejm und schied anschließend aus der Regierung aus. Bei der Europawahl 2014 wurde sie ebenso wenig gewählt, wie bei der Parlamentswahlen 2015 und der Europawahl 2019, als sie für das Wahlbündnis Koalicja Europejska kandidierte, an dem sich die PSL beteiligt hatte. Bei der Parlamentswahlen 2019 erreichte sie erstmals ein Mandat im Sejm, dem sie dann bis zu ihrem Tode im Jahr 2020 angehörte. Ihr Nachfolger wurde Łukasz Mejza.

## Ehrungen
- 2021 Komtur des Ordens Polonia Restituta (postum)[12]